# Áreas metropolitanas y conurbaciones de Chile

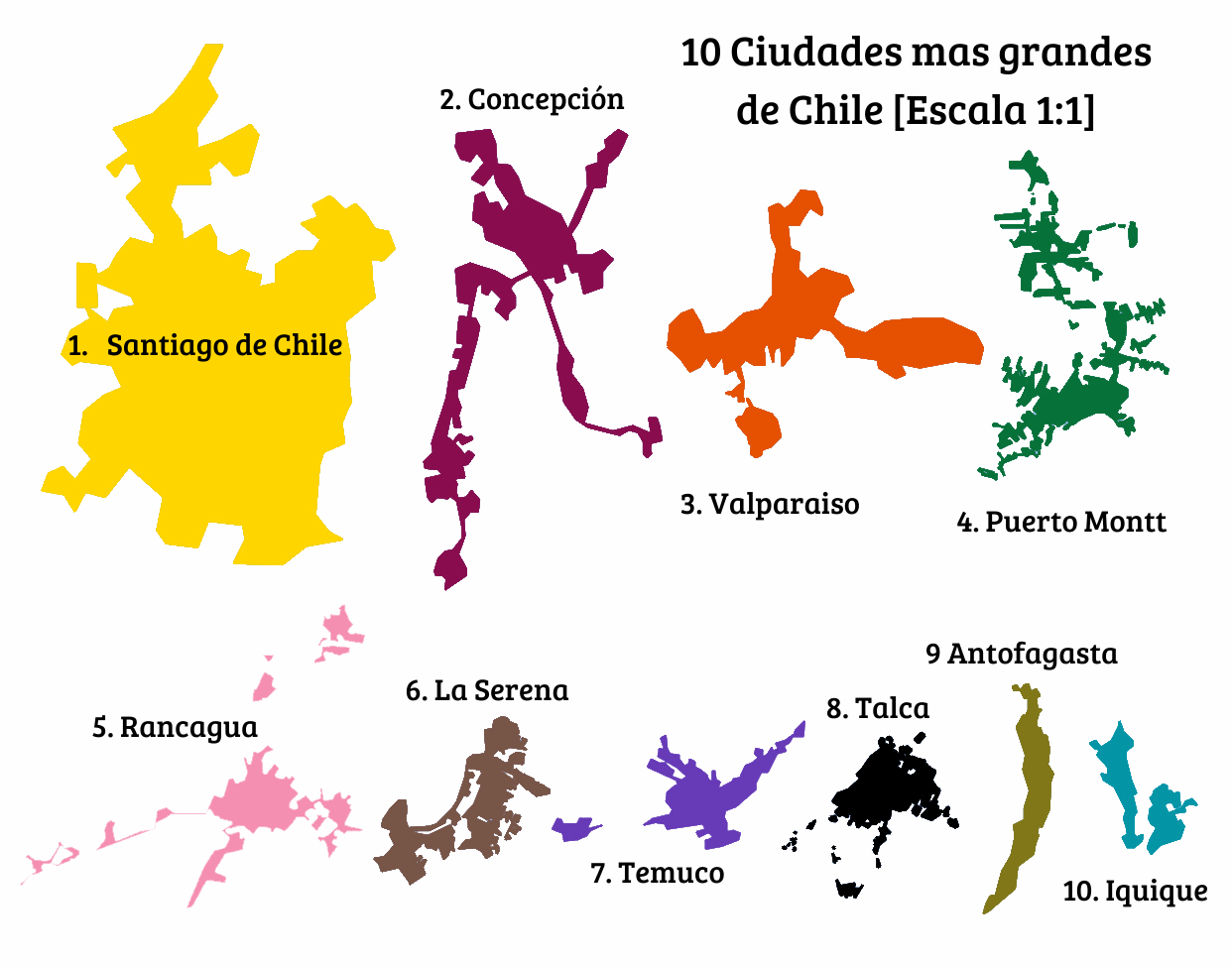
Las diez áreas metropolitanas más grandes de Chile por tamaño del territorio a una escala de 1:1 (2021).

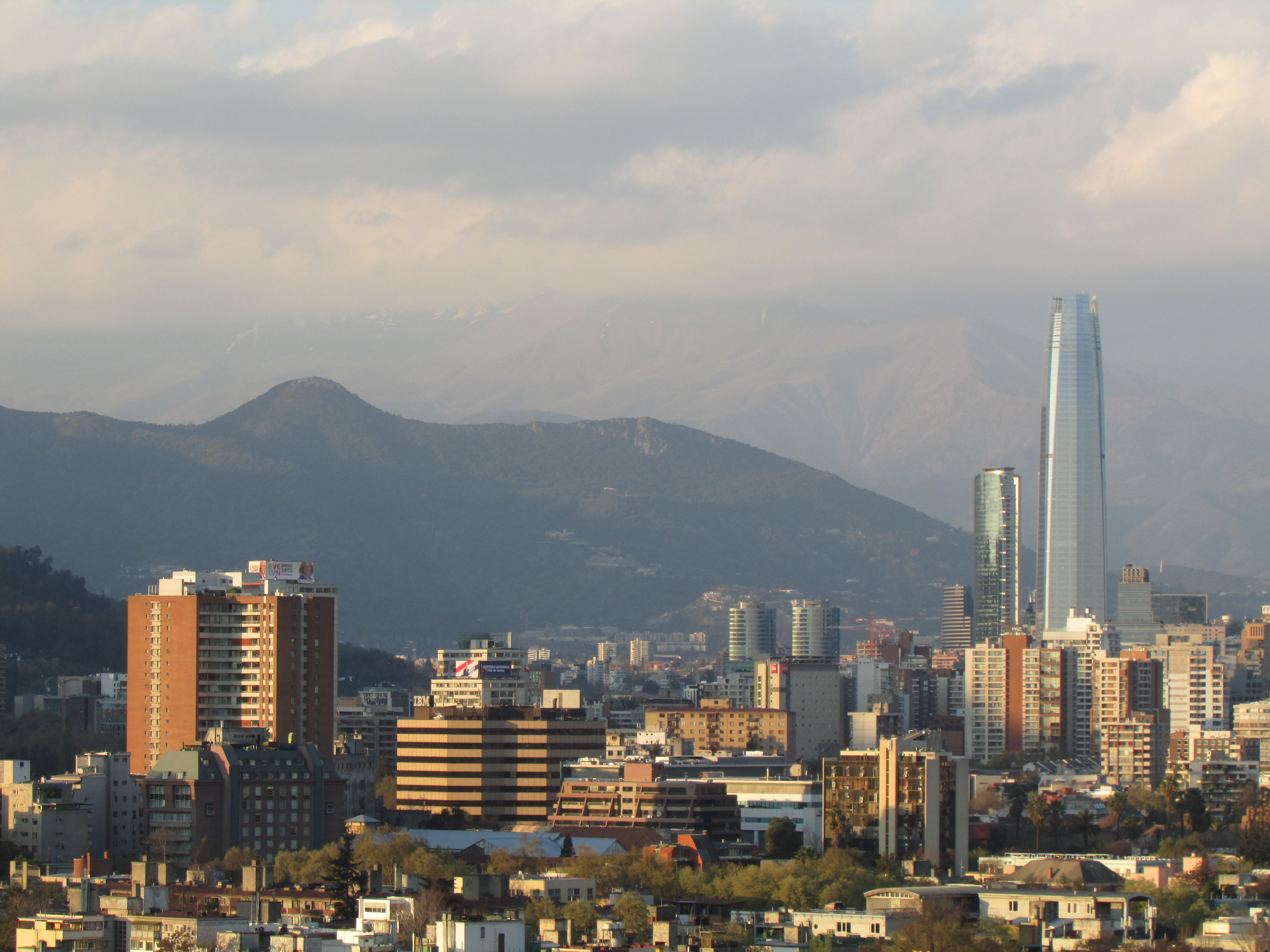
Vista hacia el sector nororiente de Santiago, principal conurbación del país.

Las áreas metropolitanas o grandes áreas urbanas de Chile, son áreas macrourbanas que se han formado a partir de la unión de entidades urbanas ubicadas en una o varias comunas, a través de un proceso de conurbación que tiende a disolver los límites de separación entre las mismas.
El Instituto Nacional de Estadísticas definió en 2005 tres supracategorías de ciudades: La Metrópolis: como «la mayor representación urbana de un país» y que concentra a más de 1 000 000 de habitantes, correspondiente a un elevado porcentaje de la población total de Chile; la «Gran Área Urbana», como «áreas macrourbanas, que aúnan entidades de diversas comunas y que por procesos de conurbación han conformado una gran área urbana, sin apreciarse límites de separación», indicando que su población debía superar los 500 000 habitantes, pero ser inferior a 1 000 000 —bajo esta definición, para 2017, solo había en Chile una «metrópolis» (Santiago de Chile con 7 000 000 de habitantes), dos «grandes áreas urbanas», el Gran Concepción y el Gran Valparaiso de cerca de 1 000 000 de habitantes cada una, y diez ciudades mayores: aquellas que son «capitales regionales o provinciales, y que cuentan con una población entre 200 001 y 500 000 habitantes» (La Serena, Antofagasta, Temuco, Rancagua, Iquique, Puerto Montt, Arica, Talca y Los Ángeles)—.
Pero el Instituto Nacional de Estadísticas de Chile también agrega en la definición que hace de conurbación —que es la «unión física de dos o más centros urbanos de origen y desarrollo relativamente independiente, producto de la expansión territorial urbana de uno de ellos o de ambos a la vez»—, que «en los casos de conurbaciones de grandes ciudades, con identidad propia y tradición, resulta difícil asignar el nombre del centro conurbador. Por esta razón, a estos complejos urbanos se les denomina por ejemplo Metrópoli de Santiago, Gran Concepción, Gran Valparaíso, etc, manteniendo cada ciudad su identidad y categoría censal.»
Por otra parte, en las «Definiciones Instrumentos de Planificación Territorial IPT» del Ministerio de Vivienda y Urbanismo de Chile, en su artículo 34° indica que: «Se entenderá por Planificación Urbana Intercomunal aquella que regula el desarrollo físico de las áreas urbanas y rurales de diversas comunas que, por sus relaciones, se integran en una unidad urbana. Cuando esta unidad sobrepase los 500.000 habitantes, le corresponderá la categoría de área metropolitana para los efectos de su planificación.»

## Área metropolitana
Área urbana superior a 5 000 000 de habitantes.

### Gran Santiago
El Área Metropolitana de Santiago está compuesta por la conurbación de Santiago, la cual incluye 40 comunas, y por las zonas satélites o periurbanas que la circundan, las cuales suman otras 11 comunas. La conurbación de Santiago (el continuo urbano de la ciudad), comprende a su vez 19 comunas interiores, las cuales están completamente urbanizadas, y 16 comunas periféricas, que poseen alguna parte de su territorio sin urbanizar por motivos geográficos o demográficos. La mayor parte de la ciudad se encuentra dentro de la Provincia de Santiago, mientras que 3 comunas; Puente Alto, San Bernardo, y Padre Hurtado, están dentro de la Provincia de Cordillera, de Maipo, y de Talagante respectivamente. Pese a que no existe un consenso oficial al respecto, las comunas de la ciudad se suelen agrupar en siete sectores: norte, centro, nororiente, suroriente, sur, surponiente y norponiente. Además, la ciudad cuenta con 11 comunas satélites, que circundan el sector norte, sur, surponiente, y suroriente, y que actualmente sirven también como ciudades dormitorios. Algunas de éstas comunas cuentan con localidades secundarias que en ocasiones son consideradas parte de Santiago, tal como es el caso de La Obra en la comuna de San José de Maipo, o Chicureo en la comuna de Colina.
Según el censo 2017 las 35 comunas correspondientes a la conurbación de Santiago, sumaban 6.179.183 habitantes, mientras que las 11 comunas satélites alcanzaron 724.296 habitantes. De esta forma, el Área Metropolitana de Santiago contaba con 6.903.479 en el año 2017.
Santiago se encuentra a una altitud media de 567 m s. n. m. En 2002, la conurbación se extendía sobre 867,75 km² y tenía una población de 5 428 590 habitantes, lo que equivalía a cerca del 35,9 % de la población total del país. De acuerdo con dichas cifras, Santiago es la quinta área metropolitana más poblada de Hispanoamérica, también la séptima ciudad más habitada de América Latina y según algunas estimaciones, una de las 50 aglomeraciones urbanas más pobladas del mundo.

## Grandes áreas urbanas
Áreas urbanas entre 500 000 y 1 000 000 de habitantes.

### Gran Concepción
El Gran Concepción es un área metropolitana ubicada en la zona centro sur de Chile, compuesta por diez comunas: Concepción, Coronel, Chiguayante, Hualpén, Lota, Penco, San Pedro de la Paz, Talcahuano, Hualqui y Tomé, todas ellas de la provincia de Concepción, Región del Biobío, siendo en ocasiones además considerada la comuna Santa Juana. Hacia 1983 el Gran Concepción, con 665 924 habitantes, constituía la segunda área metropolitana de Chile. De acuerdo con los datos recogidos en el censo de 2017 realizado por el Instituto Nacional de Estadísticas, la población urbana del área metropolitana de Concepción alcanzaba los 971 285 habitantes, equivalente al 5,49 % del total nacional y al 47,67 % del total regional. Hasta 2002 el Gran Concepción era la segunda área metropolitana más grande del país, según el Ministerio de Vivienda y Urbanismo de Chile. No obstante, el estudio realizado del MINVU no plantea la inclusión de Hualqui al área metropolitana del Gran Concepción.

### Gran Valparaíso
El Gran Valparaíso es una conurbación ubicada en la Región de Valparaíso. Está formada por las comunas de Valparaíso, Viña del Mar, Quilpué, Villa Alemana y  Concón. De acuerdo al Instituto Nacional de Estadísticas la población urbana del Gran Valparaíso es de 944.498 habitantes, representando el 5,37% del país convirtiéndola en la tercera zona metropolitana más poblada del país después de Gran Concepción. En una investigación se estima que para el año 2022, el Gran Valparaíso llegará a 1 200 000 habitantes.

## Grandes ciudades y conurbaciones
Áreas urbanas entre 200 000 y 500 000 habitantes.

### Conurbación La Serena-Coquimbo
Conurbación compuesta por la unión física de las ciudades de La Serena y Coquimbo, concentra el 59,24% de la población de la región, y el cuarto lugar de la concentración urbana de Chile con 448 784 habitantes en el censo de 2017, por detrás del Gran Santiago, del Gran Valparaíso y del Gran Concepción. Representa el 2,55% del total de la población chilena.

### Antofagasta
La ciudad de Antofagasta es un área urbana conformada por la ciudad misma de Antofagasta, sumada a pequeñas localidades cercanas tales como Coloso y La Negra. Está completamente ubicada dentro de la comuna de Antofagasta, pero existen iniciativas para su escisión administrativa. En el censo 2017, el número de habitantes alcanzó los 361 873.

### Área metropolitana de Temuco
El Gran Temuco o área metropolitana de Temuco es un conglomerado urbano conformado por la ciudad de Temuco y el área urbana de la comuna de Padre Las Casas, ubicadas en la Región de la Araucanía, Chile. Según el censo 2017 la conurbación cuenta con 358 541 habitantes, 282 415 provenientes de Temuco y 76 126 de la comuna de Padre Las Casas, dejándola como la sexta área urbana más grande de Chile, representando el 2,04% del total de la población del país. Suele mencionarse regularmente a la ciudad de Labranza y a la localidad de Cajón como parte del área metropolitana de Temuco, pero el Instituto Nacional de Estadísticas aún no las incluye dentro de la conurbación.

### Área metropolitana de Puerto Montt
La conurbación Puerto Montt-Puerto Varas o Gran Puerto Montt se refiere al núcleo urbano compuesto por la comuna de Puerto Montt, el área urbana de Alerce ubicadas en esta misma comuna , la comuna de Llanquihue y la comuna de Puerto Varas en la Provincia de Llanquihue, en la Región de Los Lagos, Chile. Se encuentra en proceso de conurbación, bajo el concepto de población urbana ubicada en la zona geográfica entre el Seno de Reloncaví y el Lago Llanquihue. Contaba con 308.071 habitantes en el año 2017.

### Área Metropolitana Alto Hospicio-Iquique
El Área Metropolitana Alto Hospicio-Iquique —anteriormente conocido como «conurbación Iquique-Alto Hospicio» o «Gran Iquique»— es un conglomerado urbano conformado las comunas de Iquique y Alto Hospicio, capital de la Región de Tarapacá. La conurbación alcanzó 299 843 habitantes según el censo de 2017, consolidándose así como la tercera área urbana del norte.

### Conurbación Rancagua-Machalí
Es el área urbana compuesta por la ciudad de Rancagua, junto a Machalí, sumado al sector de Gultro en la comuna de Olivar, y de Los Lirios en la comuna de Requínoa, y que componen la capital de la Región de O'Higgins. La población de estas dos comunas suma 294 279 habitantes en el año 2017.

### Arica
Arica es la ciudad, puerto, comuna y capital de la Región de Arica y Parinacota, la región más al norte de Chile. Cuenta con 221 364 habitantes según el censo 2017, lo que la convierte en la cuarta área metropolitana más grande del norte chileno. En 2007 logró convertirse en la capital de una nueva región al separarse de la Región de Tarapacá.

### Talca
Talca es una ciudad y comuna de Chile, capital de la región del Maule. La ciudad de Talca y la parte norte de la comuna de Maule forman una incipiente área metropolitana. También debe considerarse la expansión hacia el oriente, abarcando el camino a San Clemente y los pueblos entre ambas ciudades aledaños a esa ruta, como Huilquilemu o Aurora. Puede considerarse también la reciente urbanización del sector oriente de la comuna de Pencahue, como el sector Lo Figueroa. Cuenta actualmente con alrededor de 250.000 habitantes.

### Conurbación Chillán
La conurbación Chillán, o simplemente llamada como la ciudad de Chillán, es la zona urbanas compuesta por las comunas de Chillán y Chillán Viejo en la Provincia de Diguillín en la Región de Ñuble. Cuenta con 215 646 habitantes en 2017.

### Los Ángeles
La capital de la Provincia de Biobío cuenta con 202 331 habitantes, según el último censo realizado en 2017. Aumentó su población en casi 60 000 personas en los últimos 25 años, siendo una de las ciudades de mayor crecimiento demográfico de la Región del Biobío. Transformándose en la primera ciudad chilena, que sin ser capital regional, supera los 200.000 habitantes.

## Ciudades medianas
Áreas urbanas entre 100 000 y 200 000 habitantes.

### Copiapó
Es la aglomeración urbana compuesta por la ciudad de Copiapó y el pueblo de Paipote en la comuna de Tierra Amarilla en la Región de Atacama en Chile. Según el censo de 2024, contara con 189 659 habitantes.

### Quillota-La Calera
La conurbación se compone de las comunas de Quillota, La Calera y La Cruz las cuales se encuentran unidas urbanamente, sus principales vías de comunicación entre las tres comunas es el eje de las avenidas C. Condell, 21 de Mayo, Troncal, y Carrera que conectan a la ciudad en una sola gran avenida con distintos nombres dependiendo de cada comuna. La otra vía, y más importante, es la Autopista Los Andes que transcurre por las tres comunas con tres enlaces en Quillota, un enlace en La Cruz, y tres enlaces en La Calera. Es el principal centro urbano de los valles interiores y el segundo en la región superada solo por el área Metropolitana del Gran Valparaíso.

## Resumen de áreas metropolitanas de Chile
| Nombre                                   | Región                    | Población 2017 (Urbana) (censo) | Población 2017 (estimación ONU) | Municipios | Imagen |
| ---------------------------------------- | ------------------------- | ------------------------------- | ------------------------------- | ---------- | ------ |
| Gran Santiago                            | Metropolitana de Santiago | 6 139 087                       | 6 547 200                       | 37         |        |
| Grandes áreas urbanas                    |                           |                                 |                                 |            |        |
| Gran Concepción                          | Biobío                    | 975 115                         | 837 000                         | 10         |        |
| Gran Valparaíso                          | Valparaíso                | 951 311                         | 919 000                         | 5          |        |
| Ciudades mayores                         |                           |                                 |                                 |            |        |
| Gran área urbana de La Serena            | Coquimbo                  | 448 784                         | 482 000                         | 2          |        |
| Gran área urbana de Antofagasta          | Antofagasta               | 348 517                         | 478 000                         | 1          |        |
| Área Metropolitana Alto Hospicio-Iquique | Tarapacá                  | 293 068                         | 382 000                         | 2          |        |
| Gran área urbana de Temuco               | La Araucanía              | 277 529                         | 460 820                         | 2          |        |